# 티레노-아드리아티코
티레노-아드리아티코(Tirreno–Adriatico)는 이탈리아에서 열리는 프로 자전거 경기로, 이탈리아반도를 가로질러 티레니아해와 아드리아해를 오가는 경기이다. 그래서 흔히들 "두 바다의 경기(race of the two seas)"라 부르기도 한다. 통상 경기 시즌의 아주 초기에 열리며, Paris-Nice 다음에 열리는 경우가 많다. 열리는 시기와 지역 때문에 Milan-San Remo 클래식 경기를 대비하기 위해 참가하기도 한다. UCI ProTour 경기의 일부였으며, UCI World Ranking 경기에 속한다.